# قله شجاع الدین
قله یخبند قله‌ای به ارتفاع ۲۴۷۰ متر و در شمال شرق شهر قزوین، مابین دو روستای میزوج و رزجرد واقع شده‌است. مسیر متداول صعود به این قله از منطقه باراجین و روستای میزوج شروع شده و به روستای رزجرد ختم می‌شود. شیب نسبتا تند، قرار داشتن چندین چشمه در طول مسیر به خصوص هفت چشمهٔ رزجرد، چشم‌انداز شهر قزوین و قلل سیالان و خشچال را می‌توان از ویژگی‌های صعود به این قله برشمرد.